# Tregosa
Tregosa é uma povoação portuguesa do Município de Barcelos que foi sede da extinta Freguesia de Tregosa, freguesia que tinha 4,23 km² de área e 686 habitantes (2011)
A Freguesia de Tregosa foi extinta em 2013, no âmbito de uma reforma administrativa nacional, tendo sido agregada à Freguesia de Durrães para formar uma nova freguesia denominada União das Freguesias de Durrães e Tregosa da qual é sede.
Tregosa localiza-se a norte do Rio Cávado confrontando-se também com o Município de Viana do Castelo. É uma das localidades mais a norte do Município de Barcelos.

## População
| População da freguesia de Tregosa (1864 – 2011) | População da freguesia de Tregosa (1864 – 2011) | População da freguesia de Tregosa (1864 – 2011) | População da freguesia de Tregosa (1864 – 2011) | População da freguesia de Tregosa (1864 – 2011) | População da freguesia de Tregosa (1864 – 2011) | População da freguesia de Tregosa (1864 – 2011) | População da freguesia de Tregosa (1864 – 2011) | População da freguesia de Tregosa (1864 – 2011) | População da freguesia de Tregosa (1864 – 2011) | População da freguesia de Tregosa (1864 – 2011) | População da freguesia de Tregosa (1864 – 2011) | População da freguesia de Tregosa (1864 – 2011) | População da freguesia de Tregosa (1864 – 2011) | População da freguesia de Tregosa (1864 – 2011) |
| ----------------------------------------------- | ----------------------------------------------- | ----------------------------------------------- | ----------------------------------------------- | ----------------------------------------------- | ----------------------------------------------- | ----------------------------------------------- | ----------------------------------------------- | ----------------------------------------------- | ----------------------------------------------- | ----------------------------------------------- | ----------------------------------------------- | ----------------------------------------------- | ----------------------------------------------- | ----------------------------------------------- |
| 1864                                            | 1878                                            | 1890                                            | 1900                                            | 1911                                            | 1920                                            | 1930                                            | 1940                                            | 1950                                            | 1960                                            | 1970                                            | 1981                                            | 1991                                            | 2001                                            | 2011                                            |
| 354                                             | 337                                             | 294                                             | 352                                             | 378                                             | 414                                             | 478                                             | 578                                             | 556                                             | 611                                             | 615                                             | 635                                             | 633                                             | 695                                             | 686                                             |

## História de Tregosa
Tregosa, Orago Santa Maria, era uma abadia da apresentação da Mitra.
Tregosa foi outrora conhecida por Trebousa, Tragosa e ainda pela denominação de Torgoosa que assim viria de torgo, raiz, nome de planta espécie de urze. Esta localidade vem nas inscrições de 1220 com a designação “De Sancta Maria de Torgoosa”, de Terra de Neiva.
Tregosa, situada na bacia orografia do Neiva, parte em planície, parte na encosta norte e nordeste do monte Arefe, é banhada pelo Rio Neiva, que a atravessa. Existem duas pontes sobre este rio nesta povoação, a velha reconstruída em 1905 e a nova construída mais recentemente para nela passar a estrada de Barroselas a Durrães.
De acordo com os últimos Censos, tem uma população que ultrapassa os 600 habitantes distribuídos pelos diversos lugares da freguesia: Ponte, Além do Rio, Igreja, Devesa, Aldeia, Sobreiros, Casais, Montizelo, Lage e Freixieiro.
De características agradavelmente rurais, a sua actividade económica assenta fundamentalmente na agricultura, surgindo com menores índices a indústria e o comércio.
Santa Maria, sob a invocação de Senhora do Ó, é a distinta Padroeira de Tregosa, contando com cerimónias religiosas no segundo domingo de Outubro. Há ainda neste povoado festividades em honra do senhor, do São João de Tregosa (que integra os Arautos de São João de Tregosa), da senhora do Calvário, o Festival Folclórico que atrai numerosos forasteiros e ainda o ARREDAS Folk Fest desde 2009.
Atractiva ainda pelo seu artesanato, encontra noutros motivos dignos de visita e apreciação na área da monumentalidade onde sobressaem várias Capelas, três Cruzeiros, o Nicho de santo António do Penedo a as Alminhas da Ponte.